# Soulima Stravinsky
Sviatoslav Soulima Stravinsky (russisch Святослав Игоревич Сулима-Стравинский Swjatoslaw Igorewitsch Sulima-Strawinski, * 23. September 1910 in Lausanne; † 28. November 1994 in Sarasota, Florida), ein Sohn Igor Strawinskys, war ein russisch-schweizerischer Komponist und Pianist.

## Leben
Soulima Stravinsky wurde in der Schweiz als Sohn des Komponisten Igor Strawinsky (1882–1971) und dessen Frau Katerina Nossenko (1881–1939) als drittes von vier Kindern geboren. Als Fünfjähriger begann er mit dem Klavierspiel. Später studierte er in Frankreich Klavier bei Isidore Philipp sowie Theorie und Komposition bei Nadia Boulanger. Sein erster Auftritt als professioneller Pianist fand 1930 in Frankreich statt. 1934 spielte er gemeinsam mit seinem Vater in Paris die Uraufführung von dessen Concerto für 2 Soloklaviere. In der Folge trat er als Pianist gemeinsam mit seinem dirigierenden Vater in Südamerika und Europa auf.
Bei Ausbruch des Zweiten Weltkrieges trat Soulima Stravinsky in die französische Armee ein. 1944 heiratete er Françoise Blondlat und 1945 wurde der Sohn John geboren. Nach Kriegsende nahm Stravinsky seine Konzerttätigkeit wieder auf, die ihn seit 1948 auch in die USA führte. 1950 wurde er Mitglied des Lehrkörpers der Musikfakultät der University of Illinois. Bis in die zweite Hälfte der 1970er-Jahre verband er in den USA die Lehrtätigkeit mit der des konzertierenden Pianisten. 1974 wurde ihm die Auszeichnung „Chevalier des Arts et des Lettres“ des französischen Kulturministeriums zuerkannt. 1978 übersiedelte Stravinsky nach Florida. Sein Bruder war Théodore Strawinsky.

## Werk
Soulima Stravinskys Interesse an Komposition wurde durch das Kopieren von Manuskripten seines Vaters angeregt. Ein Menuett war die erste eigene Komposition des Fünfzehnjährigen. In den frühen 1940er-Jahren entstanden Filmmusiken für französische Dokumentarfilme, 1946 eine Klaviersonate und eine Reihe von Liedern.
Ein Schwerpunkt des kompositorischen, stilistisch uneinheitlichen Schaffens von Soulima Stravinsky lag auf Werken instruktiven Charakters bzw. Musik für Kinder, beispielsweise den Klavierwerken The Art of Scales (24 Preludes), 6 Sonatinas for Young Pianists, Music Alphabet oder Piano Music for Children (2 Bände). In den späteren Jahren entstanden kammermusikalische Werke, darunter Streichquartette und eine Cellosonate. Außerdem komponierte er eine Reihe von Kadenzen für Klavierkonzerte Mozarts.